# Victor De Behr
Victor De Behr était un nageur et un joueur de water-polo belge.

## Biographie
Victor De Behr représente la Belgique pour l'épreuve des équipes en water-polo lors des Jeux olympiques de 1900 à Paris où il est représenté avec neuf autres joueurs du Brussels Swimming and Water-Polo Club. Il remportera la médaille d'argent,.